# Лебедев, Виктор Николаевич (рядовой)
Виктор Николаевич Лебедев (1976—2000) — гвардии рядовой Вооружённых Сил Российской Федерации, участник антитеррористических операций в период Второй чеченской войны, погиб при исполнении служебных обязанностей во время боя 6-й роты 104-го гвардейского воздушно-десантного полка у высоты 776 в Шатойском районе Чечни.

## Биография
Виктор Николаевич Лебедев родился 6 октября 1976 года в городе Оренбурге. Окончил среднюю школу № 59 в родном городе (ныне — Оренбургская гимназия № 5). Во время учёбы активно занимался спортом. После прохождения срочной службы в рядах Вооружённых Сил Российской Федерации Лебедев поступил на учёбу в таможенный колледж. В 1996 году по контракту вернулся на действительную службу, после чего был направлен в бывшую Югославию, где недавно закончилась Боснийская война и сохранялся очаг напряжённости. Служил в составе российского контингента миротворческих сил ООН.
По возвращении в Россию Лебедев вновь заключил контракт и продолжил службу в Вооружённых Силах Российской Федерации, был зачислен пулемётчиком в войсковую часть № 32515 (104-й гвардейский воздушно-десантный полк, дислоцированный в деревне Черёха Псковского района Псковской области), службу проходил в 6-й парашютно-десантной роте.
С началом Второй чеченской войны в составе своего подразделения гвардии рядовой Виктор Лебедев был направлен в Чеченскую Республику. Принимал активное участие в боевых операциях. Так, 9 февраля 2000 года он участвовал в отражении нападения на колонну автомашин полка. 17 февраля 2000 года при разгроме незаконного вооружённого формирования в Аргунском ущелье Лебедев лично уничтожил нескольких боевиков.
С конца февраля 2000 года его рота дислоцировалась в районе населённого пункта Улус-Керт Шатойского района Чечни, на высоте под кодовым обозначение 776, расположенной около Аргунского ущелья. 1 марта 2000 года десантники приняли здесь бой против многократно превосходящих сил сепаратистов — против всего 90 военнослужащих федеральных войск, по разным оценкам, действовало от 700 до 2500 боевиков, прорывавшихся из окружения после битвы за райцентр — город Шатой. Гвардии рядовой Дмитрий Бадретдинов вместе со всеми своими товарищами отражал ожесточённые атаки боевиков Хаттаба и Шамиля Басаева. Даже будучи раненым, он продолжал сражаться, пока не погиб. В том бою погибли ещё 83 его сослуживца.
Похоронен на Степном кладбище города Оренбурга.
Указом Президента Российской Федерации от 12 марта 2000 года за мужество и отвагу, проявленные при ликвидации незаконных вооружённых формирований в Северо-Кавказском регионе, гвардии рядовой Виктор Николаевич Лебедев посмертно был удостоен ордена Мужества.

## Память
- В честь Лебедева и погибшего вместе с ним оренбуржца, гвардии рядового Рустама Фларидовича Сираева назван сквер в Оренбурге, в нём ежегодно проводятся памятные мероприятия[3].
- Бюст Лебедева установлен в Оренбурге[4].
- Мемориальные доски в память о Лебедеве установлены на доме, где он жил, и на школе, где он учился[4].